# Bayramören
Bayramören est une ville et un district de la province de Çankırı dans la région de l'Anatolie centrale en Turquie.

## Géographie
La ville s'étend sur 265 km² et compte 2 442 habitants depuis le dernier recensement de la population. La densité de population est de 9,2 habitants par km² sur la ville.
Entourée par Kurşunlu, Ovacık et Atkaracalar, Bayramören est située à 14 km au nord-ouest de Kurşunlu la plus grande ville aux alentours.
Située à 760 mètres d'altitude, la ville de Bayramören a pour coordonnées géographiques Latitude: 40° 57' nord
Longitude: 33° 12' est.